# Bataille de Kowloon
Notes
1 1 cotre, 1 goélette, 1 pinasse, et 1 barge.
Première guerre de l'opium
Batailles
m
- Kowloon
- Chuanbi (1re)
- Chusan (1re)
- Barrière
- Chuanbi (2e)
- Bogue
- Première barre
- Whampoa
- Broadway
- Canton (1re)
- Canton (2e)
- Sanyuanli
- Amoy
- Chusan (2e)
- Chinhai
- Ningpo
- Tzeki
- Chapu
- Woosung
- Chinkiang
- Nerbudda

La bataille de Kowloon (九龍海戰, Battle of Kowloon) est une escarmouche entre navires britanniques et chinois au large de la péninsule de Kowloon le 4 septembre 1839, en face de l'île de Hong Kong. Elle marque le début de la première guerre de l'opium et a lieu lorsque des navires britanniques ouvrent le feu sur des jonques de guerre chinoises qui appliquent un embargo sur la vente de nourriture à la communauté britannique, une interdiction ordonnée après la mort d'un Chinois dans une bagarre avec des marins britanniques à Tsim Sha Tsui. Les autorités chinoises ne considérant pas que les sanctions imposées par les autorités britanniques sont suffisantes (les coupables ayant été jugés, emprisonnés puis rapidement libérés) et suspendent en représailles l'approvisionnement en nourriture pour forcer les Britanniques à leur livrer un coupable.
Le capitaine Charles Elliot, surintendant en chef du commerce britannique en Chine, navigue jusqu'à Kowloon à bord du cotre Louisa  pour se ravitailler en nourriture pendant l'embargo, accompagné de la goélette Pearl et  d'une pinasse du HMS Volage (en).  La flotte rencontre trois jonques chinoises et Elliot envoie l'interprète Karl Gützlaff pour demander de rétablir l'approvisionnement. Après plusieurs heures de correspondance, il lance finalement un ultimatum : les jonques seront coulées si de la nourriture n'est pas reçue. Sans réponse des Chinois, et une fois le temps imparti expiré, les Britanniques ouvrent le feu sur les jonques, qui ripostent avec le soutien du fort côtier. Les plus grosses jonques poursuivent les bateaux britanniques qui s'éloignent après avoir épuisé leurs munitions, mais les Britanniques réengagent les navires ennemis après avoir reconstitué leurs munitions, et les Chinois se retirent dans leur ancienne position, concluant l'affrontement par une impasse.

## Contexte
Le 7 juillet 1839, des marins du Carnatic et du Mangalore, tous deux appartenant à Jardine Matheson, débarquent à Kowloon où ils sont rejoints par des collègues d'autres navires britanniques et américains. Après qu'un groupe de marins ait consommé la liqueur de riz connue sous le nom de samshu, un habitant du village de Tsim Sha Tsui nommé Lin Weixi est roué de coups lors d'une bagarre avec les marins ivres et décède le lendemain,,.  Le 15 juillet, le surintendant en chef du commerce britannique en Chine, Charles Elliot, offre des récompenses de 200 $ pour des preuves menant à la condamnation des responsables du meurtre et de 100 $ pour des preuves menant aux instigateurs de l'échauffourée. Il donne également 1 500 $ de compensation à la famille de Lin, 400 $ pour les protéger contre l'extorsion de cet argent par ce qu'il appelle les « mandarins inférieurs », et 100 $ à répartir entre les villageois.
Le commissaire impérial Lin Zexu demande la remise du coupable par les autorités britanniques, ce qui est refusé par Elliot. Le 12 août, en vertu d'une loi du Parlement de 1833, Elliot crée une juridiction pénale et d'amirauté à bord du Fort William dans le port de Hong Kong, avec lui-même pour juge et un groupe de marchands pour jury. Deux hommes sont reconnus coupables d'émeutes, condamnés à une amende de 15 £ chacun et à trois mois de travaux forcés à purger en Angleterre tandis que trois autres hommes sont reconnus coupables d'agression et d'émeute, à une amende de 25 £ chacun et condamnés à six mois d'emprisonnement dans des conditions similaires. Cependant, la loi est en cours de révision et après leur arrivée en Angleterre, ils sont libérés au motif que le tribunal n'avait aucune légitimité. Elliot avait invité Lin à envoyer des observateurs au procès, mais aucun n'était venu,. En l'absence de la remise d'un coupable aux Chinois, Lin n'est pas satisfait de la procédure et considère le tribunal extraterritorial comme une violation de la souveraineté de la Chine.
Le 15 août, Lin publie un édit interdisant la vente de nourriture aux Britanniques,. Les ouvriers chinois travaillant pour les Britanniques à Macao sont retirés le lendemain, des jonques de guerre entrent dans des criques de la Rivière des Perles et des avis au-dessus des sources d'eau douce avertissent qu'elles ont été empoisonnés. Le 24 août, le gouverneur portugais de Macao, Adrião Acácio da Silveira Pinto (en), annonce que les Chinois lui ont ordonné d'expulser les Britanniques de la colonie. Il avertit Lancelot Dent (en) de la société britannique hong Dent & Co. (en) que les Chinois prévoient de s'emparer des habitations britanniques à Macao. Le 25 août, l'ancien surintendant John Astell propose à Elliot d'évacuer tous les navires britanniques vers Hong Kong. À la fin du mois, 2 000 personnes sur plus de 60 navires se trouvent dans le port de Hong Kong sans eau ni nourriture fraîche. Les navires contiennent des marchands européens, des lascars (en), et des dizaines de familles britanniques. La frégate Volage (en) de 28 canons du capitaine Henry Smith (en) navigue vers Hong Kong le 30 août. Smith est un vieil ami d'Elliot après avoir effectué ensemble leur service dans la station des Antilles. Elliot avertit les responsables de Kowloon qu'il y aura forcément des problèmes si l'embargo se poursuit contre la flotte marchande.

## Bataille

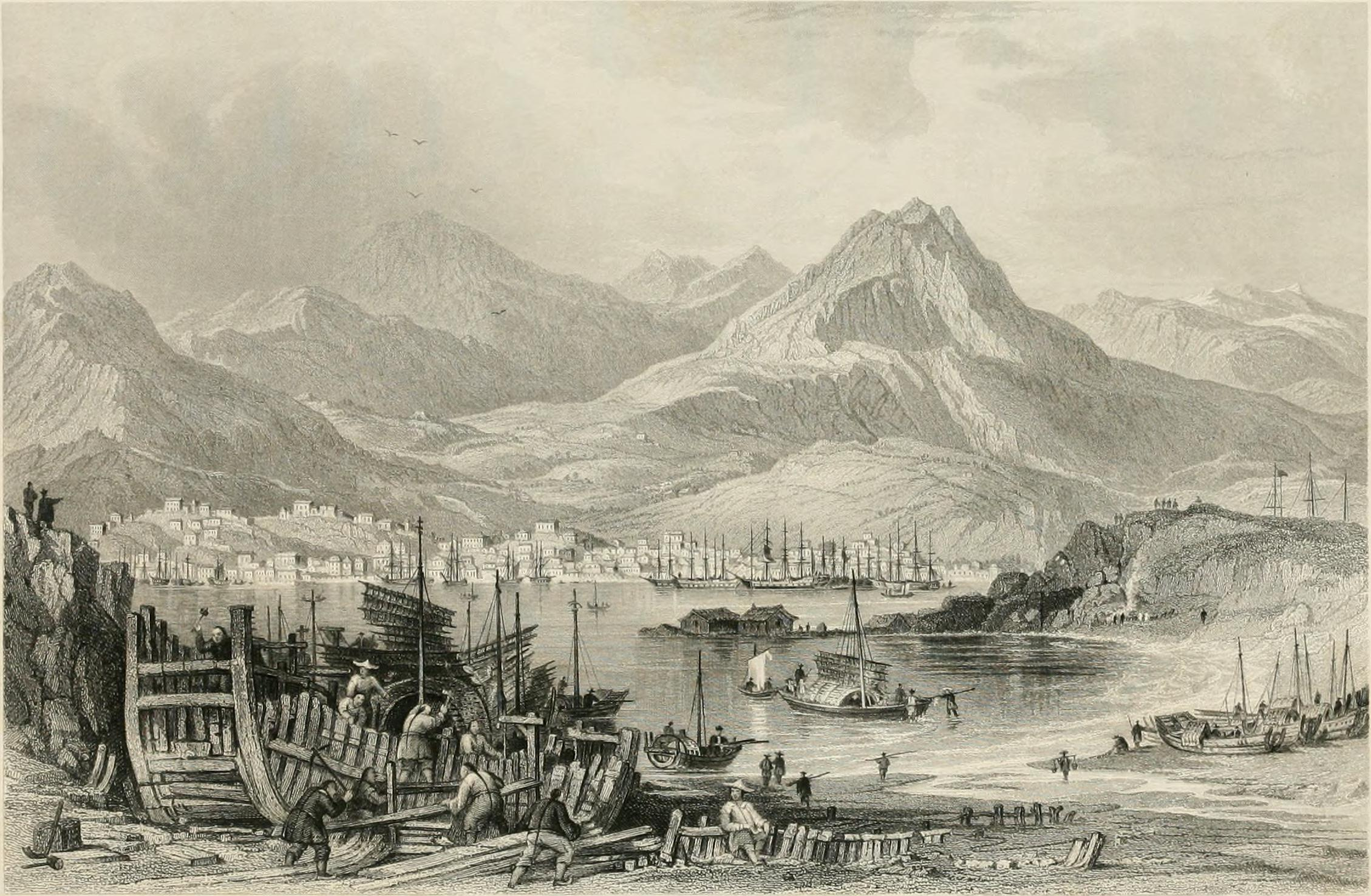
Vue de l'île de Hong Kong depuis Kowloon vers 1841.

Le 4 septembre, Elliot navigue vers Kowloon à bord du cotre Louisa de 14 canons pour se ravitailler, accompagné de la goélette Pearl de 6 canons et d'une pinasse de 1 canon du Volage du capitaine Smith. À leur arrivée, ils rencontrent trois jonques chinoises ancrées, dont la présence empêche l'approvisionnement régulier en nourriture. Elliot envoie alors l'interprète Karl Gützlaff dans un petit bateau avec deux hommes à la jonque la plus au centre, qu'Elliot estime être le navire commandant en raison de sa taille et de son équipement supérieur,. Gützlaff prend deux documents qu'il a traduit d'Elliot et qui sont des demandes de restauration des approvisionnements de nourriture et un plaidoyer pour ne pas répéter l'empoisonnement des sources d'eau de la colonie. Après qu'un porte-parole chinois ait lu les messages, il dit à Gützlaff qu'ils n'ont pas le pouvoir de rétablir les ventes de nourriture mais qu'il est disposé à signaler l'affaire à ses supérieurs. Gützlaff répond alors : « Supposez que vous restiez sans nourriture pendant un certain temps et que vous ne puissiez en acheter, attendriez-vous que le cas soit transmis aux autorités supérieures, ou vous en procureriez-vous par tous les moyens en votre pouvoir ? » ce à quoi ils s'exclament « Personne ne voudrait certainement mourir de faim, et la nécessité n'a pas de loi ». Ils le dirigent ensuite vers une autre jonque où est présent un officier de marine. Le commandant chinois local est le lieutenant-colonel Lai Enjue (en).
Là, Gützlaff réitère sa demande de permettre aux gens de sortir et de vendre des provisions. Il fait des allers-retours entre les deux parties à plusieurs reprises, répétant les détails des conversations à Elliot. Il emporte également 200 £ et dit aux Chinois que les Britanniques ne partiront pas sans nourriture. Peu de temps après, les soldats chinois se retirent sur la côte pour consulter l'officier du fort et lui promettent de faire part de son opinion. Il apparait alors que rien ne peut être fait à moins que l'affaire ne soit signalée au suppléant du commissaire, qui réside dans le voisinage, et que l'autorisation ne soit obtenue du plénipotentiaire lui-même. Après une demande chinoise de connaître les articles recherchés, Gützlaff rédige une liste. On lui dit qu'ils ne peuvent pas être achetés mais que des produits seront donnés pour satisfaire les besoins immédiats. Selon Gützlaff, il s'agit « d'une simple manœuvre ». Il rapporte qu'« après l'appel le plus pathétique à leurs sentiments et après avoir décrit les désastres qui s'ensuivraient certainement de leur obstination, je les ai laissés et suis revenu à bord du cotre ».
Après cinq ou six heures de ce qu'Elliot appelle un « retard et une évasion irritante », il envoie plusieurs personnes à terre dans un endroit éloigné de la baie avec de l'argent pour acheter des provisions, ce qu'ils accomplissent, mais sont ensuite obligés par les autorités chinoises de revenir. Dans son rapport, Elliot écrit qu'il s'est senti « grandement provoqué » en entendant cela et ouvre le feu sur les jonques dans ce qui deviendra le premier affrontement armé de la première guerre de l'opium,. Selon Adam Elmslie, un jeune commis de la Surintendance qui est présent, Elliot envoie un message à 14 heures, avertissant les Chinois que s'ils ne reçoivent pas de provisions dans une demi-heure, ils couleront les jonques. Lorsque l'ultimatum expire sans résultat, Smith ordonne à sa pinasse de tirer, après quoi Elmslie observe :
« Les jonques ont alors mis en place leurs filets d'abordage et sont entrés en action contre nous à demi-coup de mitraille et de boulets de canons. Au premier tir que nous leur avons donné, ils ont commencé un feu formidable et bien dirigé sur nous, de tous leurs canons (chaque jonque avait 10 canons, et ils ont apporté tout cela du côté sur lequel nous les avons engagés). [...] Le feu de la jonque, Dieu merci !, n'était pas assez bas, sinon [...] aucun d'entre eux n'aurait survécu pour raconter l'histoire - 19 de leurs tirs ayant atterri dans [la] grand-voile — la première bordée, je peux vous l'assurer, n'était pas agréable. »

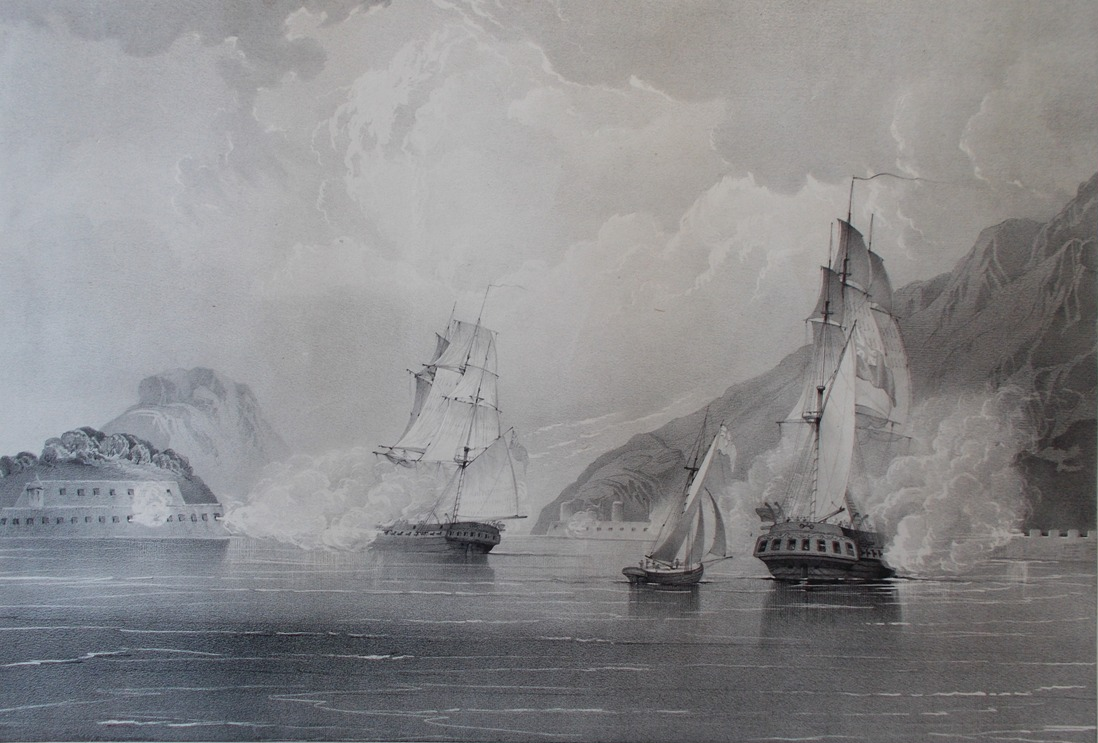
Le cotre Louisa (au centre) en 1834.

À 15h45, les batteries côtières ouvrent le feu en appui aux jonques. À 16h30, le Louisa avait tiré 104 coups. À court de munitions, les Britanniques s'éloignent,, la pinasse étant allée chercher de l'aide. Les jonques poursuivent les navires en retraite, le Pearl faisant la moitié de la taille des jonques et le Louisa un quart. Après avoir rempli leurs cartouches, les deux navires réengagent les jonques, ce que le greffier décrit comme :
« Les jonques firent immédiatement voile vers  le Louisa et à 16h45, elles rejoignirent les navires anglais. Nous plaçons les haubans du navire sur leur poutre tribord, et le Pearl sur la proue bâbord de la jonque principale, et leur donnons trois bordées telles que cela fit à nouveau trembler chaque corde du navire. Après une quatrième bordée de mitraille, nous nous battions fusil contre fusil. Les cris perçants à bord étaient épouvantables, mais ils ne m'effrayaient pas. C'était le premier jour que je versais du sang humain, et j'espère que ce sera le dernier. »
Pendant ce temps, des renforts britanniques arrivent, dont la barge de l'indiaman Cambridge commandée par le capitaine Joseph Abraham Douglas et pilotée par 18 marins. Pendant le réengagement, les jonques se retirent dans leurs anciennes positions,. La bataille se termine dans une impasse. Le Volage arrive plus tard et stationne avec les autres navires de la flotte, mais la nuit tombe et met fin à l'engagement. Le lendemain matin, les jonques sont évacuées et les mandarins n'offrant « aucune agression », Elliot ne pousse pas le conflit plus loin. Au total, trois Britanniques sont blessés, dont Douglas au bras, et deux hommes de son équipage plus gravement. Lin signale de son côté deux Chinois tués et six blessés.

## Conséquences
Au cours de la soirée, Elliot et Smith discutent de la destruction des trois jonques et du déploiement d'hommes pour attaquer la batterie le lendemain, mais Smith accède à la recommandation d'Elliot de ne pas le faire. Elliot déclare qu'une attaque détruirait le village et causerait « de graves blessures et irritations » aux habitants. Dans une lettre au commerçant James Matheson le 5 septembre, Elliot estime qu'il serait inconvenant pour un navire de guerre britannique de couler les jonques chinoises, ce que son « pauvre cotre » pourrait faire avec ses canons. Il écrit : « Peut-être que je n'aurais pas dû tirer du tout, mais la patience de tout homme a ses limites et la mienne a été durement mise à l'épreuve. Je crains d'avoir déçu les esprits ardents des hommes présents, mais je pense avoir bien fait de m'abstenir ». Il fait circuler un document à terre le même jour qui déclare :
« Les hommes de la nation anglaise ne désirent que la paix, mais ils ne peuvent pas se résoudre à être empoisonnés et affamés. Ils n'ont aucune envie de molester ou d'entraver les croiseurs impériaux, mais ils ne doivent pas empêcher les gens de faire du commerce. Priver les hommes de nourriture n'est l'expression que de l'inamicale et de l'hostilité. »
Le capitaine de vaisseau américain Robert Bennet Forbes (en) décrit l'événement dans une lettre à sa femme un jour après l'affrontement :
« En entendant les tirs, j'ai pris un petit [aviron] à traction rapide et j'ai contourné une pointe de terre avec ma longue lunette d'espion pour voir le plaisant spectacle, tandis que de nombreux navires envoyaient leurs bateaux armés, et la frégate se mettait en route pour les protéger, cela ressemblait à une farce - j'ai gardé un mile de distance sans avoir l'intention de me mêler à cette querelle. »
Les Britanniques peuvent obtenir des provisions après l'escarmouche, mais elles sont légèrement plus chères. Le sinologue anglais Arthur Waley émet l'hypothèse qu'étant donné la corruption de la marine de Canton, les patrouilleurs chinois tentaient d'obtenir des pots-de-vin des paysans en leur proposant de fermer les yeux sur leurs activités commerciales pendant l'embargo. Mais comme ces pots-de-vin étaient plus élevés que ce qu'ils étaient prêts à payer, l'embargo a été appliqué et les Britanniques ont été coupés de leurs approvisionnements. Après la bataille, les Chinois ne sont pas enclins à risquer une autre confrontation navale et acceptent un pot-de-vin moins important de la part des paysans, ce qui permet la restauration de l'approvisionnement en nourriture mais à un prix légèrement plus élevé. Le commandant chinois Lai envoie un rapport fallacieux de victoire, affirmant avoir coulé un navire anglais à deux mâts et infligé au moins 40 ou 50 pertes. C'est le premier de ce que les chroniques chinoises appelleront plus tard les « Six coups fracassants » contre la marine britannique. Cependant, ces rapports sont faux et ce type de fausse déclaration officielle des événements est répétée tout au long de la guerre.
Pour comprendre pourquoi les Chinois faisaient de tels rapports, Waley explique que toute action militaire, qu'elle soit réussie ou non, était suivie d'une course pour être mentionnée dans le rapport officiel au trône comme une incitation à recevoir une décoration, une promotion ou une autre récompense. Le nombre de pertes présumées infligées à l'ennemi était souvent basé sur ce que les officiers pensaient pouvoir leur donner droit à la récompense qu'ils avaient en tête. Bien que Lin ait transmis les rapports concoctés de Lai à l'empereur Daoguang, Waley note qu'il n'est pas clair dans quelle mesure, le cas échéant, Lin était au courant des fabrications, d'autant plus qu'il était considéré comme un homme d'une intégrité exceptionnellement élevée par les Britanniques et les Chinois. C'est le premier d'une série de rapports par lesquels l'empereur se rendit compte en 1841 que les autorités de Canton l'avaient systématiquement trompé sur les événements de la guerre. Il ordonne alors au gouverneur du Guangxi, Liang Chang-chü, de lui envoyer des comptes rendus clairs des événements à Canton, notant que puisque le Guangxi est une province voisine, Liang doit recevoir des rapports indépendants. Il l'avertit qu'il serait en mesure de vérifier ses informations par des enquêtes secrètes provenant d'autres endroits.